# Ouaka (Präfektur)
Ouaka ist eine Präfektur der Zentralafrikanischen Republik mit der Hauptstadt Bambari. Die Größe der Präfektur beträgt 49.130 km². Mit Stand 2022 wurden 446.354 Einwohner gemeldet.
Ouaka ist unterteilt in 5 Subpräfekturen (jeweils mit ihrer Hauptstadt in Klammern):
- Bambari (Bambari)
- Bakala (Bakala)
- Grimari (Grimari)
- Ippy (Ippy)
- Kouango (Kouango)

## Geografie
Die Präfektur liegt im mittleren Süden des Landes und grenzt im Norden an die Präfektur Bamingui-Bangoran, im Nordosten an die Präfektur Haute-Kotto, im Südosten an die Präfektur Basse-Kotto, im Süden an die Demokratische Republik Kongo, im Südwesten an die Präfektur Kémo und im Nordwesten an die Präfektur Nana-Grébizi.